# Afronurus sarawakensis
Afronurus sarawakensis is een haft uit de familie Heptageniidae. De wetenschappelijke naam van de soort is voor het eerst geldig gepubliceerd in 2011 door Dietrich Braasch.
De soort komt voor in het Oriëntaals gebied. Het holotype werd in 2003 verzameld in Sarawak in het Maleisische deel van Borneo.